# Patcruz
Patcruz är en ort i Mexiko.   Den ligger i kommunen Chenalhó och delstaten Chiapas, i den sydöstra delen av landet, 700 km öster om huvudstaden Mexico City. Patcruz ligger 1 169 meter över havet och antalet invånare är 169.
Terrängen runt Patcruz är kuperad åt sydväst, men åt nordost är den bergig. Runt Patcruz är det ganska tätbefolkat, med 134 invånare per kvadratkilometer. Närmaste större samhälle är El Bosque, 11,9 km norr om Patcruz. I omgivningarna runt Patcruz växer i huvudsak städsegrön lövskog.